# Завичајни музеј у Власотинцу
Завичајни музеј у Власотинцу смештен је у згради старе општине—турске куле и као такав представља културни споменик. 
Конзервацију зграде ради претварања у музеј извршио је др Бојко Павловић, који је касније био професор на катедри Факултета за туризам. На отварању музеја присуствовали су тадашњи председник Србије Душан Чкребић и помоћник за културу Бегенишић.

## Архитектура зграде
Зграда музеја или тзв. „Турска кула“ зидана је као главно и сигурно боравиште Турцима који су били управна власт у Власотинцу. Основа „Куле“ има облик два спојена правоугаоника. Главни источни простор „Куле“ већих је димензија 12,9 m x 8,2 m, у коме су две просторије, а између њих ходник. Западни део „Куле“ је ужи по дужини и по бочним странама. Простор западног дела „Куле“ прати ширину ходника и степеница, а у њему се у приземљу налазе помоћне просторије између којих је ходник, а на спратном делу на јужној страни је „ћилер“ и шири део ходника на северном делу за ширину степеништа. Дебљина зидова „Куле“ који су зидани од камена је око 55 cm. Спратни зид на западној страни и северни део зида зидани су у дрвеном скелету циглом, а источни, северни, јужни и западни зид приземља и спрата зидани су као и остали зидови. 
„Кула“ је подигнута у грађанском стилу, а њену намену као управно-одбрамбену зграду, наглашавају две полигоналне куле са пушкарницама „мазгалама“ и у приземљу и на спрату, на чеоној страни.